# Ubuntu基金会
Ubuntu基金会（Ubuntu Foundation）是一个由南非人马克·沙特尔沃思和Canonical有限公司创立的目的信托基金会，以确保长期维护UbuntuLinux发行版的Canonical公司的商业活动，它的初始资金承诺是1000万美元。
目前的顾问委员会是由会长马克·沙特尔沃思，Canonical公司的创始人和Ubuntu社区委员会和Ubuntu的技术委员会的代表组成。
虽然Ubuntu基金会最初宣布将雇佣Ubuntu社区的核心成员，但截至2008年，该基金会仍处于休眠状态。马克·沙特尔沃思将其描述为提供在Canonical参与的Ubuntu项目结束时的“紧急基金”。